# Buysscheure
Buysscheure település Franciaországban, Nord megyében. Lakosainak száma 580 fő (2022. január 1.). Buysscheure Rubrouck, Broxeele, Lederzeele, Nieurlet és Noordpeene községekkel határos.

## Népesség
A település népességének változása:
| Lakosok száma | 537  | 566  | 589  | 583  | 591  | 609  | 599  | 590  | 580  |
|               | 2013 | 2015 | 2016 | 2017 | 2018 | 2019 | 2020 | 2021 | 2022 |